# Trichonannolene guiananus
Trichonannolene guiananus är en mångfotingart som beskrevs av Chamberlin 1922. Trichonannolene guiananus ingår i släktet Trichonannolene och familjen Glyphiulidae. Inga underarter finns listade i Catalogue of Life.